# Медведица красноточечная
Медведица красноточечная, или медведица точечная (лат. Utetheisa pulchella) — вид бабочек из семейства медведиц. Встречается в Африке, Южной Европе, Центральной и Южной Азии на восток до Мьянмы (Бирма). Широко распространенный вид, склонный к миграциям. На территории России попадается редко и локально, в небольшом количестве, и только мигрирующие особи. На востоке Азии отсутствует; здесь встречаются два внешне схожих вида, Utetheisa lotrix и Utetheisa pulchelloides.

## Описание
Размах крыльев 29—42 мм. Передние крылья узкие, их фон чисто-белый или кремовый. Рисунок на передних крыльях образован множеством мелких чёрных точек и расположенных между ними более крупных по размеру ярко-красных пятен. Всегда есть красное пятно у внешнего края в заднем углу переднего крыла. У близкого вида Utetheisa lotrix такого пятна нет. Задние крылья широкие, белого цвета, с нерегулярной чёрной каймой вдоль внешнего края и чёрным поперечным штрихом в срединной ячейке. 

## Биология
Бабочки активны как днем, так и ночью, летят на свет. Полифаги. Питаются на травянистых растениях разных семейств, часто на незабудках (Myosotis), синяке (Echium), огуречной траве (Borago officinalis) и других бурачниковых, растениях рода паслён (Solanum), на подорожнике (Plantago lanceolata). В Афротропическом экорегионе обычно встречаются на Lithospermum, Heliotropium, Trichodesma и Gossypium sp.
Гусеницы могут аккумулировать алкалоиды из кормовых растений, благодаря чему особи этого вида становятся несъедобны и ядовиты для птиц - о чем и предупреждают характерной окраской (апосематизм). 

## Размножение
Мультивольтинный вид. В Южной Европе развивается до трёх поколений в год, имаго летают с марта по ноябрь. Зимует на стадии гусеницы, в более мягком климате - на стадии куколки.  В тропиках выплод круглодичный. Гусеницы серые или тёмно-коричневые, с чёрными бородавками и пучками чёрных или серых волосков. Вдоль тела проходят белые боковые полосы и более широкая дорсальная полоса; на каждом сегменте имеются яркие оранжевые поперечные полосы или отдельные штрихи и пятна. Окукливаются на почве или в подстилке вблизи от кормовых растений.

## Фото
- Гусеница красноточечной медведицы